# 蒙特里亞

蒙特里亞在哥倫比亞科爾多瓦省的位置

蒙特里亞（西班牙語發音：[monteˈɾi.a]）是哥倫比亞的城市，位於該國北部，也是科爾多瓦省的首府，始建於1777年5月1日，面積3,141平方公里，海拔高度18米，每年平均降雨量1,249毫米，2006年人口624,711。

## 外部連結
- El Meridiano De Cordoba （页面存档备份，存于） - 當地報章（西班牙文）
- Fact Sheet[], Colombian Government
- Cordoba Official Government Website
- Monteria Official Government Website
- https://web.archive.org/web/20120414101215/http://www.turismonteria.com/